# Elena Romero Barbosa
Elena Romero Barbosa (Madrid, 7 november 1907 – aldaar, 2 april 1996) was een Spaans componiste, muziekpedagoge, dirigent en pianiste. Haar vader Evaristo Romero was een zeer gerespecteerde journalist, redacteur en - voor een tijd - adjunct-directeur van het dagblad ABC.

## Levensloop

### Jeugd en opleiding
Het gezin woonde in Madrid in een aangeziene wijk met veel buren vanuit het diplomatische corps, ambtenaren die in buitenlandse ambassades werkten. Omdat Elena met de buurkinderen speelde, leerde zij heel vroeg de Franse en Duitse taal net als haar moedertaal; later kwamen er ook het Catalaans, Italiaans, Engels en Russisch bij. Tot een standaard onderwijs in een goed situeerde familie behoorde het toen, dat de meisjes leerden, het piano te bespelen. Elena kreeg in jonge jaren eerste pianoles door José Balsa. De ouder zuster Rosario kreeg eveneens pianoles. Voor de verbetering van de interpretatie kreeg zij les van Salvador Bacarisse, die haar ook eerste compositieles geeft.

### De muzikale carrière
Op twaalfjarige leeftijd had Elena haar concertdebuut in de Círculo de Bellas Artes in Madrid, gesteund door de Duitse Ambassade. Admiraal Aznar, die later een van de laatste voorzitters van de Raad van Ministers van de monarchie zal zijn, wordt haar sponsor door het organiseren van concerten in diverse Spaanse steden. Maar in de nabijheid van het rijke leven in haar wijk ontdekt Elena op een dag, nog jong, de sociale ongelijkheden in een buurwijk, waar hongerige en haveloze kinderen samenkomen.
Zij ging naar Barcelona en studeerde aan de Acadèmia Marshall, een van de meest prestigieuze van de tijd, piano bij Frank Marshall King en compositie alsook muziektheorie bij Ricardo Lamote de Grignon y Ribas. Aan het begin van de Spaanse Burgeroorlog is zij voor een concert in Valencia, dat ook via de omroep werd uitgezonden. Omdat het omroepgebouw tijdens het concert door een groep van falangisten ingenomen wordt, adviseerden haar ouders Elena, naar Madrid terug te komen. Maar Elena gaat weer terug via Valencia naar Barcelona. Haar pianodocent Marshall had zich als gevolg van het burgeroorlog afgezet naar Casablanca.
Aan het begin van de Tweede Wereldoorlog was Marshall weer naar Barcelona teruggekomen en had zijn Acadèmia opnieuw geopend. Aldaar studeerde Elena viool, om vertrouwd te raken met het instrument. Verder studeerde zij opnieuw compositie bij Ricardo Lamote de Grignon y Ribas. In 1944 vestigde zij zich in Madrid. Aldaar studeert zij compositie bij Joaquín Turina Pérez, Domingo Julio Gómez García en Manuel López Varela alsook orkestdirectie bij Ataúlfo Argenta Maza. Haar studies voltooide zij in Duitsland, waar zij aan diverse cursussen voor barokmuziek deelneemt, maar ook in Frankrijk.
Naast het componeren ontwikkeld zij een grote passie voor het uitvoeren. Zij was de eerste vrouwelijk directeur/dirigent van een groot symfonieorkest in Spanje. Als pianiste maakte zij velen concertreizen zowel in Spanje als in het buitenland. Romero Barbosa dirigeerde het Orquesta Sinfónica de Barcelona en het Orquesta de Radio Nacional de España.
Als componiste werd zij bekroond met de Premio Pedrell voor haar ballet Títeres en met een prijs van de British Broadcasting Corporation (BBC) (1976) voor haar Ensayo para Orquesta sobre dos canciones sudafricanas. Haar orkestwerken werden uitgevoerd onder leiding van beroemde dirigenten zoals Ricardo Lamote de Grignon y Ribas, Jesús Arámbarri Gárate, Joan Pich i Santasusana, Luís de Freitas Branco, Eduard Toldrà i Soler, Karl August van Vogt en José Maria Usandizaga Soraluce. Compositorisch is zij aanhanger van de door Manuel de Falla en Joaquín Turina Pérez voorgegeven Spaanse stijl, met enige moderniteit en innovatie, met bepaalde tendensen tot atonaal expressionisme en impressionisme van Claude Debussy. Zij is erelid van de Las Mujeres en la Música.

## Composities

### Werken voor orkest
- 1949 Pequeña Suite Penibética, voor orkest
  1. Serenata
  2. Interludio
  3. Final
- 1952 Canto a Turina: en homenaje a Joaquín Turina, voor orkest - ook in een versie voor strijkorkest
- 1952 Fantasía española, voor piano en strijkorkest
- 1953 Balada de Castilla
- 1956 Ensayo para orquesta sobre dos canciones sudafricanas, voor orkest
- 1958 Sinfonietta concertante, voor viool, cello en orkest
- 1965 Aristeo, symfonisch gedicht voor orkest
- 1973 Sinfonía en Do (Del recuerdo), voor orkest
- 1985 Dos movimientos, voor strijkorkest
- En el cuarto de los niños

### Werken voor banda (harmonieorkest)
- 1956 Ensayo para orquesta sobre dos canciones sudafricanas

### Muziekthetater

#### Opera's
| Voltooid in | titel                | aktes       | première | libretto |
| ----------- | -------------------- | ----------- | -------- | -------- |
| 1957        | Marcela (kameropera) | 2 bedrijven |          |          |

#### Balletten
| Voltooid in | titel   | aktes | première | libretto | choreografie |
| ----------- | ------- | ----- | -------- | -------- | ------------ |
| 1950        | Títeres |       |          |          |              |

### Werken voor koor
- 1940 Bien lo vi embarcarse: canción asturiana, voor gemengd koor
- 1956 Romance del caballero, voor vrouwenkoor (SSA) en piano - tekst: anoniem vanuit de 17e-18e eeuw
- 1981 Canción antigua, voor vijfstemmig gemengd koor - tekst: anoniem

#### Liederen
- 1941 Si la luna fuera espejo, voor zangstem en piano - tekst: Luis de Góngora
- 1947 Córdoba, voor zangstem en piano - tekst: Manuel F. Palomero
- 1948 Anteprimavera, voor zangstem en piano - tekst: Juan Ramón Jiménez
- 1948 Madrugada, voor zangstem en piano - tekst: Juan Ramón Jiménez
- 1953 El cantar, voor zangstem en piano - tekst: Manuel Machado (1874-1947)
- 1954 Quequita, voor zangstem en piano - tekst: Rafael Villaseca (1886-1955)
- 1983 El ángel de los números, voor zangstem en piano - tekst: Rafael Alberti

### Kamermuziek
- 1942 Fantasía española, voor viool, cello en piano
- 1949 Canzonetta, voor viool en piano
- 1953 Canción de cuna, voor viool en piano
- 1956 Sonata en sol menor (g mineur), voor viool en piano
- 1958 Adagio y rondó, voor viool en piano
- 1963 Preludio, fuguetta y rondó en Si bemol (Bes majeur), voor hobo, klarinet, altviool en cello
- 1979 Habanera
- 1983 Divertimento, voor viool, cello en piano
- 1988 Dos tiempos atonales, voor viool en piano
- 1988 Cuarteto en Sol menor (g mineur), voor strijkkwartet

### Werken voor orgel
- Tres movimientos

### Werken voor piano
- 1947 Danza del clown: del ballet "Títeres"
- 1949 Sonate en Ré majeur (D majeur) - ook voor klavecimbel
- 1956 Sonate en Sol mineur (g mineur)
- 1958 Cancioncilla para piano: homenaje a Federico García Lorca
- 1980 Tres movimientos
- Cancion e danza para tres notas
- Canto a Turina
- Danza Rustica
- De noche en el Albaicín
- Dos movimientos temáticos tengan una versión guitarrística
- Deux Préludes d’hiver
- Fantaisie thématique
- Idylle, nocturne
- La nuit tombe et l’enfant dort
- Suggestions
- Tres piezas breves

### Werken voor harp
- 1959 Dos movimientos

### Werken voor gitaar
- Fugue sur une "falseta"
- Tres de junio